# Форт Лъптън
Форт Лъптън (на английски: Fort Lupton) е град в окръг Уелд, щата Колорадо, САЩ. Форт Лъптън е с население от 6787 жители (2000) и обща площ от 10,4 km². Намира се на 1496 m надморска височина. ЗИП кодът му е 80621, а телефонният му код е 303.